# ビワモドキ科
|  | アムボレラ目 スイレン目 アウストロバイレヤ目 センリョウ目 カネラ目 コショウ目 クスノキ目 モクレン目 ショウブ目 オモダカ目 ヤマノイモ目 タコノキ目 ユリ目 キジカクシ目 ダシポゴン科 ヤシ目 イネ目 ツユクサ目 ショウガ目 マツモ目 キンポウゲ目 アワブキ科 ヤマモガシ目 ツゲ目 ヤマグルマ目 グンネラ目 ハマビシ目 ニシキギ目 キントラノオ目 カタバミ目 マメ目 バラ目 ウリ目 ブナ目 フウロソウ目 フトモモ目 クロッソソマ目 ムクロジ目 フエルテア目 アブラナ目 アオイ目 ブドウ目 ユキノシタ目 ビワモドキ科 ベルベリドプシス目 ビャクダン目 ナデシコ目 ミズキ目 ツツジ目 ガリア目 リンドウ目 シソ目 ナス目 モチノキ目 セリ目 キク目 マツムシソウ目 |

ビワモドキ科 (ビワモドキか、Dilleniaceae) は被子植物の科の1つで、約11属400種がある。果樹または観葉植物として利用されるビワモドキなどがある。
古くから認識されていた科で、新エングラー体系およびクロンキスト体系では双子葉植物ビワモドキ亜綱ビワモドキ目の基準科である。ダールグレン体系ではアオイ上目ビワモドキ目に位置させる。APG分類体系では目の位置づけをせず、真正双子葉植物 (Eudicots) のなかのコア真正双子葉類 (core Eudicots) に置いている。APG IV (2016)では、上位クレードとしてビワモドキ目が再び認められ、ビワモドキ科はビワモドキ目唯一の科としてこれに属することになった。

## 形態・生態
木本あるいは稀に草本。
黄色、または白色の花弁はふつう5枚で2裂することがある。雄蕊は15-150本。心皮は5個前後で、離生または合生する。
果実は袋果・蒴果などで、花托に包まれて液果様になることもある。

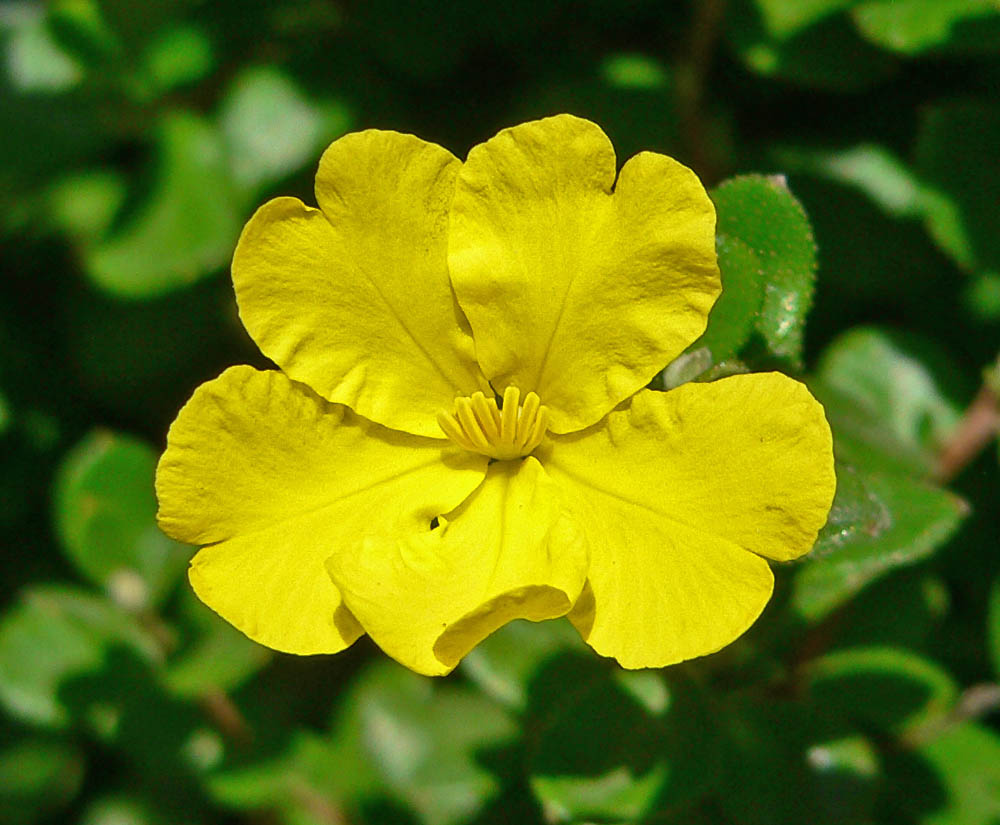

- Hibbertia aspera DC.

## 分布
亜熱帯から熱帯、新旧双方の汎熱帯に分布。また、オーストラリア全域に分布する。日本には分布していないが、栽培種として導入されている。

## 下位分類
11属あるいは12属がある。
- Acrotrema
- Curatella
- Davilla
- Didesmandra
- Dillenia - ビワモドキ
- Doliocarpus
- Hibbertia - ヒベルティア
- Neodillenia
- Pinzona
- Tetracera
- Traxilisa[5]